# Gospa Karmelska
Gospa Karmelska ili Gospa od (brda) Karmela, katolički je blagdan koji se slavi 16. srpnja u spomen na zaštitu Blažene Djevice Marije, koju pruža nositeljima karmelskoga škapulara.

## Brdo Karmel
Brdo Karmel u Palestini uz obalu Sredozemnoga mora mjesto je odakle je Ilija prorok branio vjeru u Izraelu. U Starom zavjetu spominje se kao mjesto gdje je prorok Ilija izazvao 450 Baalovih proroka da vide koji će Bog uspjeti zapaliti žrtvenu vatru, što je završilo Ilijinom i Jahvinom pobjedom.
Karmel je i mjesto na kojem je za vrijeme križarskih ratova 1155. godine osnovao križar Bertold iz Kalabrije redovničku zajednicu i po ovom brdu nazvao je katolički crkveni red - karmelićani. U doba križarskih ratova počeli su se skupljati u zajednice na Karmelu pobožni muževi za služenje Bogu u pokori i molitvi, pod zaštitom Blažene Djevice Marije. Za njih je prvo pravilo sastavio sveti Albert, jeruzalemski patrijarh 1209. godine. Po gori Karmelu i kapeli Blažene Djevice Marije ovi su se redovnici nazvali Braća Blažene Djevice Marije od gore Karmela. U karmelićanskoj crkvi u Haifi razni natpisi uklesani u mramor svjedoče o postanku karmelskoga reda. 
Ustav Karmelićana iz 1281. godine se izravno odnosi na hebrejsku pustinjsku tradiciju na Karmelu:
| „                   | Od tada, kada su proroci Ilija i Elizej pobožno živjeli na gori Karmelu, svetih otaca, Staroga i Novoga zavjeta (...) bez prestanka živjeti zavidnim načinom života u pokori u blizini svetog Ilijinog izvora. | ” |
| — Ustav Karmelićana | |   |

## Karmelski škapular
U srednjem vijeku vjernici su počeli slaviti uspomenu na zaštitu koju je Gospa pružila karmelićanima nosiocima karmelskoga škapulara. Škapular je, zapravo, komad gornje odjeće što je nose mnogi redovnici: benediktinci, cisterciti, karmelićani i ini. Simbolički, škapular, koji se sastoji od komadića platna, počeli su kasnije nositi i svjetovnjaci kao znak sudjelovanja u povlasticama i zaslugama pojedinih redova. Najpoznatiji je škapular upravo karmelski koji nose kao zalog posebne zaštite Majke Božje u prvom redu karmelićani i karmelićanke, a onda i mnogi vjernici u svijetu koji na taj način postadoše dionicima duhovnih dobara karmelskoga reda.
Novoosnovani je red doživio procvat za vrijeme svoga trećega generala sv. Šimuna Stocka, koji je upravljao karmelićanskom zajednicom 1242. – 1262. Tome se generalu pripisuje i nošenje škapulara, odjeće koju je redu kao zalog svoje zaštite dala sama Blažena Djevica Marija. Jednoj privatnoj objavi pripisuje se i tzv. „subotnja povlastica”, a koju je 1322. potvrdio papa Ivan XXII. Povlastica se sastoji u tome da će Gospa nosioce njezina škapulara, koji budu savjesno izvršavali obveze što iz prihvaćanja škapulara proizlaze, prve subote nakon smrti izbaviti iz čistilišnih muka. Povijesna je činjenica da su pape nosiocima karmelskoga škapulara podijelile mnoge oproste.

## Svetišta
Nepotpun popis
- Bagalovići: Župa Gospe Karmelske [3]
- Krasica: Župa Blažene Djevice Marije Karmelske [4]
- Ledenice: Župa Blažene Djevice Marije Karmelske [5]
- Pločice: Župa Gospe Karmelske [6]
- Rijeka - Donja Drenova: Župa Blažene Djevice Marije Karmelske [7]
- Runovići: Župa Gospe od Karmela [8]
- Smiljan: Župa Blažene Djevice Marije Karmelske [9]
- Zaton: Kapela Gospe od Karmela [10]

## Vanjske poveznice
|  | Wikizvor ima izvorni tekst Molitva Gospi Karmelskoj |